# Geddy Lee
Geddy Lee (született Gary Lee Weinrib, Toronto, 1953. július 29. – ) kanadai zenész, a Rush nevű progresszívrock-együttes énekese, basszusgitárosa és billentyűse. 1968 szeptemberében, a zenekar megalakulása után pár héttel váltotta fel az eredeti basszusgitáros-énekest. Lee magas fejhangú éneke a Rush egyik védjegye, erőteljes basszusgitárjátéka olyan neves rock- és metalzenészeket inspirált, mint Steve Harris (Iron Maiden), John Myung (Dream Theater), Les Claypool (Primus), Cliff Burton (Metallica), és Juan Alderete (The Mars Volta). 2006-ban a Hit Parader „Minden idők 100 legnagyobb heavy metal énekese” listáján a 13. helyre rangsorolták.
A Rushhoz kötődő dalszerzői, hangszerelői és előadói tevékenysége mellett számos együttes albumának volt producere. Lee első szólóalbuma a 2000-ben megjelent My Favorite Headache című nagylemez. A Rush másik két tagjával egyetemben 1996-ban megkapta az Order of Canada kanadai állami kitüntetés tiszti fokozatát. A trió volt az első rockzenekar a kitüntetés történetében, amelyik megkapta ezt az elismerést.

## Diszkográfia

### Szóló
- My Favorite Headache (2000)

### Rush
Stúdióalbumok
- Rush (1974)
- Fly by Night (1975)
- Caress of Steel (1975)
- 2112 (1976)
- A Farewell to Kings (1977)
- Hemispheres (1978)
- Permanent Waves (1980)
- Moving Pictures (1981)
- Signals (1982)
- Grace Under Pressure (1984)
- Power Windows (1985)
- Hold Your Fire (1987)
- Presto (1989)
- Roll the Bones (1991)
- Counterparts (1993)
- Test for Echo (1996)
- Vapor Trails (2002)
- Snakes & Arrows (2007)

## Fordítás
- Ez a szócikk részben vagy egészben  a   Geddy Lee című angol Wikipédia-szócikk fordításán alapul.  Az eredeti cikk szerkesztőit annak laptörténete sorolja fel. Ez a jelzés csupán a megfogalmazás eredetét és a szerzői jogokat jelzi, nem szolgál a cikkben szereplő információk forrásmegjelöléseként.